# Gladwyn Jebb
Hubert Miles Gladwyn Jebb, đệ nhất nam tước Baron Gladwyn còn có tên Gladwyn Jebb (25 tháng 4 năm 1900 – 24 tháng 10 năm 1996), là một công chức, nhà chính trị và nhà ngoại giao Anh nổi bật, là quyền Tổng thư ký Liên Hợp Quốc trong thời gian 3 tháng.